# The Oprah Winfrey Show

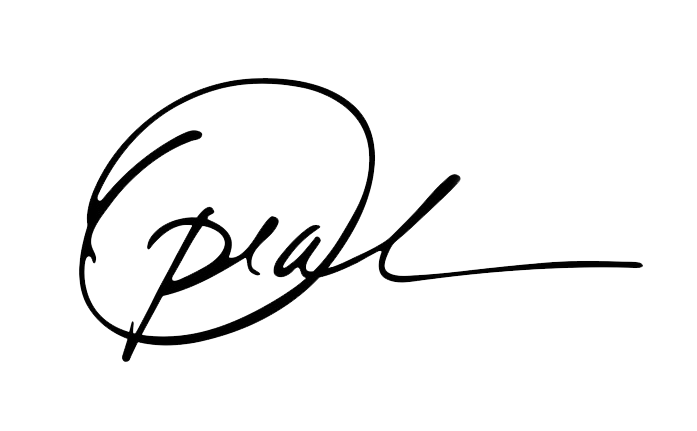
Logo del The Oprah Winfrey Show

The Oprah Winfrey Show (poi abbreviato in Oprah Show, O Show o semplicemente Oprah) è stato un talk show statunitense in onda su ABC dal 1986 al 2011, presentato da Oprah Winfrey.

## Panoramica
Inizialmente pensato con un taglio tradizionale, lo show fu presto trasformato dalla forte personalità della conduttrice in un'occasione per richiamare l'attenzione del pubblico verso i problemi sociali.
Oprah Winfrey affronta direttamente anche temi e argomenti che la toccano da vicino: violenza sessuale, droga, problemi familiari.
In molti casi, gli argomenti o i casi trattati nel corso delle puntate dello show diventano fenomeni di moda o argomento di pubblico dibattito, come per esempio accade con i libri presentati nel corso della trasmissione che diventano istantaneamente dei campioni di vendita.
Il successo del programma è ancora tale ma nel novembre 2009 Oprah annuncia ai suoi telespettatori che la stagione successiva dello show sarebbe stata l'ultima, dopo venticinque anni. La puntata finale è andata in onda il 25 maggio 2011.
Ha vinto 9 GLAAD Media Awards come miglior talk-show per aver affrontato temi LGBT.
Lo show ha debuttato in Italia il 7 giugno 2010 su LA7d.

## Segmenti dello spettacolo
- Oprah's Book club,
- What's the buzz?,
- Remember Your Spirit,
- Oprah Favorite things,
- Tuesdays With Dr. Oz,
- Fridays Live
- No Phone Zone